# Świętouść
Świętouść (dawniej Świętoujść, niem. Swantuss) – osada w Polsce położona w województwie zachodniopomorskim, w powiecie kamieńskim, w gminie Wolin.

## Położenie
Miejscowość leży wśród lasów, pomiędzy Bałtykiem, a zachodnim brzegiem jeziora Koprowo, przy drodze wojewódzkiej nr 102.

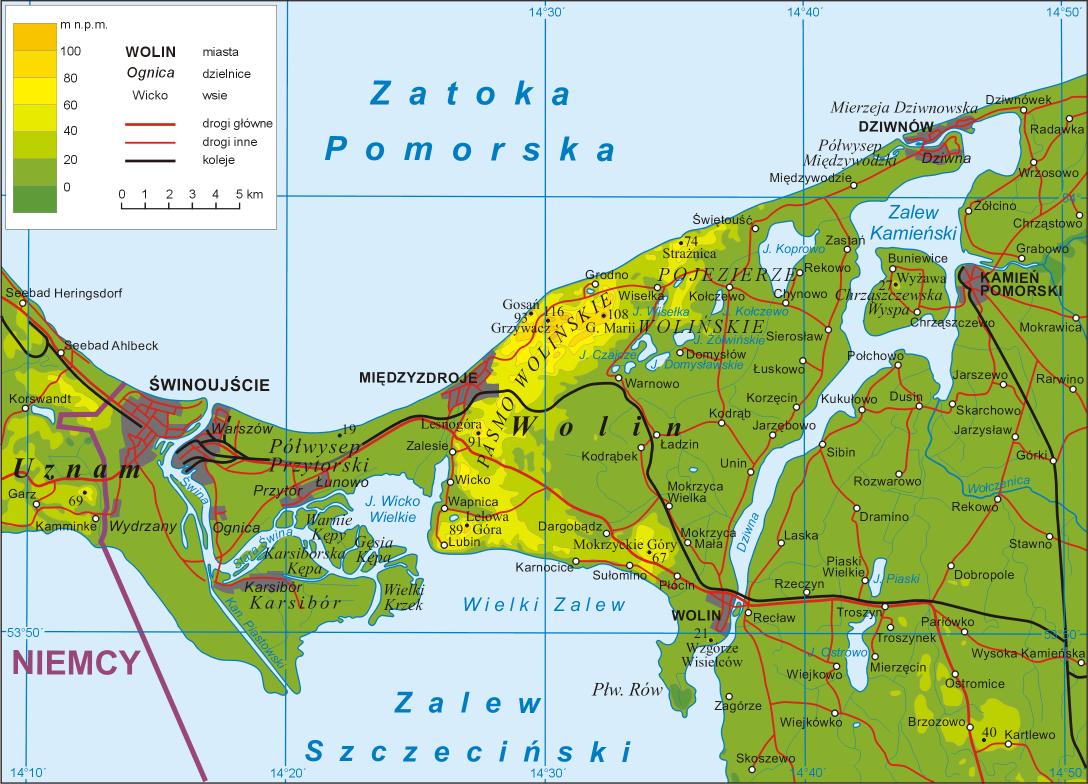
Mapa wyspy Wolin z zaznaczonym Świętouściem

## Historia
Ślady najstarszego osadnictwa w Świętouściu pochodzą z okresu kultury łużyckiej epoki brązu lub wczesnej epoki żelaza. W XII–XIV wieku była tu osada słowiańska wymieniana w źródłach pisanych pod nazwami Zwantust (1186 r.), Swantust (1274 r.), Zwanteuhocole (1277 r.) i Zwantust (1308 r.). W XIX wieku była własnością rodziny Noebel z Chynowa.
Do dziś zachowało się parę domów z początku XX wieku. W 1186 roku Świętouść był portem zachodniego ujścia Dziwny, które zostało w XII–XIV wieku zasypane piaskiem. Wiąże się z tym ciekawa legenda, która głosi, że właśnie tutaj znajdowała się świątynia pogańskiego boga Trygława (Trzygłowa) i że po wprowadzeniu chrześcijaństwa został on ukryty gdzieś na południowym brzegu jeziora Koprowo. Cała wioska została zaś pochłonięta przez morze z powodu rozpustnego życia jej mieszkańców.
W 2007 roku zmieniono nazwę osady Świętoujść na Świętouść.

## Turystyka
W miejscowości przy drodze wojewódzkiej nr 102 znajduje się węzeł szlaków turystycznych, na którym  Szlak Leśny przez Pojezierze Warnowsko-Kołczewskie łączy się z  Nadmorskim Szlakiem Turystycznym.